# Grand Prix de la ville de Pérenchies

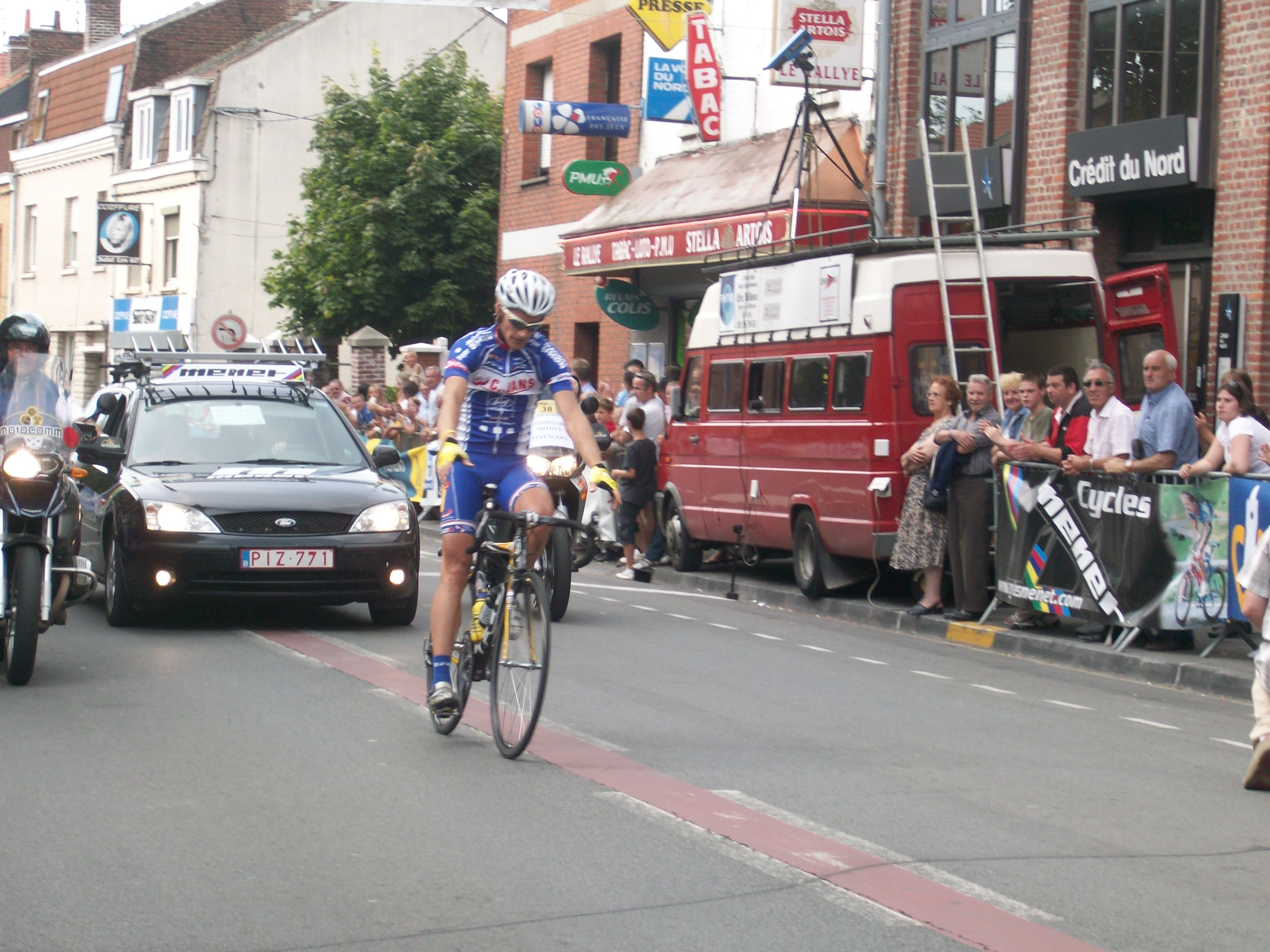
Robert Retschke tijdens de Grand Prix de la ville de Pérenchies 2009

De Grand Prix de la ville de Pérenchies is een eendaagse wielerwedstrijd in Pérenchies, Frankrijk. Sinds 2005 maakt de wedstrijd deel uit van de UCI Europe Tour.

## Podiumplaatsen (sinds 2005)
| Jaar | Winnaar             | Tweede                 | Derde                |
| 2005 | Aivaras Baranauskas | Michael Blanchy        | Sven Nys             |
| 2006 | Tony Cavet          | Fabrice Debrabant      | Anthony Jaunet       |
| 2007 | Peter Ronsse        | Jawhen Hoetarovitsj    | Hakan Nilsson        |
| 2008 | Steven De Neef      | Florian Guillou        | Hakan Nilsson        |
| 2009 | Robert Retschke     | Jürgen François        | Frank Dressler       |
| 2010 | Arnaud Démare       | Adrien Petit           | Philip Nielsen       |
| 2011 | Anthony Colin       | Romain Delalot         | Morgan Kneisky       |
| 2012 | Rico Rogers         | Morgan Kneisky         | Alex Meenhorst       |
| 2013 | Melvin Rulliere     | Pierre Drancourt       | Jimmy Turgis         |
| 2014 | Gaëtan Bille        | Olivier Pardini        | Janis Dakteris       |
| 2015 | Dimitri Claeys      | Joeri Calleeuw         | Stan Godrie          |
| 2016 | Timothy Dupont      | Rudy Barbier           | Julien Van Haverbeke |
| 2017 | Roy Jans            | Cameron Bayly          | Bram Welten          |
| 2018 | Kenny Dehaes        | Emiel Vermeulen        | Romain Feillu        |
| 2019 | Jens Reynders       | Jason Tesson           | Robin Stenuit        |
| 2020 | niet verreden       |                        |                      |
| 2021 | Emiel Vermeulen     | Simon Daniels          | Damien Ridel         |
| 2022 | Laurence Pithie     | Rait Ärm               | Morné Van Niekerk    |
| 2023 | Rait Ärm            | Morné Van Niekerk      | Dylan Vandenstorme   |
| 2024 | Théo Delacroix      | Steffen De Schuyteneer | Maxime Jarnet        |
| 2025 | Toon Vandebosch     | Keije Solen            | Rait Ärm             |

### Overwinningen per land
| Overwinningen | Land                         |
| ------------- | ---------------------------- |
| 10            | België                       |
| 5             | Frankrijk                    |
| 2             | Nieuw-Zeeland                |
| 1             | Duitsland, Estland, Litouwen |